# SteamVR
SteamVR ist eine von Valve entwickelte Virtual-Reality-Hardware- und Softwareplattform, deren Schwerpunkt auf der Umsetzung von „Raumfüllenden“ (Room-Scale) VR-Anwendungen unter Verwendung von externen Basisstationen zur Positionsbestimmung liegt. SteamVR wurde zuerst für das Oculus-Rift-Headset im Jahr 2014 eingeführt, und später erweitert, um andere Virtual-Reality-Headsets wie das HTC Vive und Valve Index zu unterstützen. Ursprünglich war SteamVR für Windows, macOS und Linux verfügbar, im Mai 2020 wurde die Unterstützung für macOS jedoch eingestellt. SteamVR ist die Softwarekomponente, mit der die Hardware von SteamVR basierten VR-Headsets wie die HTC Vive und Valve Index angesteuert wird. Die Einrichtung des Headsets erfolgt direkt in SteamVR. Firmwareupdates und Einstellungen von unterstützten Headsets werden über SteamVR durchgeführt.

## Chaperone
Als Chaperone wird die Begrenzung des Spielfelds bezeichnet. Bei der ersten Einrichtung des Headsets muss diese Begrenzung eingerichtet werden. Es handelt sich um eine virtuelle Wand, welche eingeblendet wird, sobald man sich dieser nähert. Diese soll den Nutzer darauf hinweisen, das er sich einem realen Objekt nähert, und so den Zusammenstoß mit der realen Welt verhindern.

## SteamVR Home
Am 8. Juni 2017 erschien die erste Beta-Version von SteamVR Home, einer virtuellen Umgebung, in der Nutzer sich bewegen können und auf Steam angebotene Software auswählen, und diese öffnen können. Mittlerweile gibt es verschiedene Home-Umgebungen aus denen Nutzer wählen können. Diese Umgebungen können dekoriert werden und nach den Vorstellungen des Nutzers angepasst werden. Man kann das Home von anderen Spielern besuchen und beispielsweise gemeinsam ein unterstütztes Spiel starten.